# Johann Kaspar Zeuss

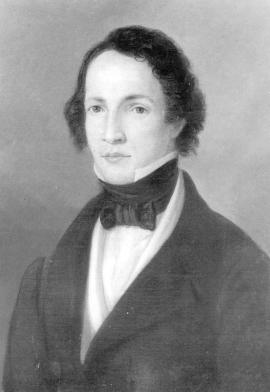
Johann Kaspar Zeuß

Johann Kaspar Zeuss (Zeuß), född 22 juli 1806 i Vogtendorf, Oberfranken, död där 10 november 1856, var en tysk språkforskare.
Zeuss blev lyceiprofessor (gymnasilärare) i historia 1839 i Speyer och 1847 i Bamberg. Han utgav det storartade arbetet Die Deutschen und ihre Nachbarstämme (1837), som är grundläggande inom de europeiska folkens förhistoria, Die Herkunft der Baiern von den Markomannen (1839; andra upplagan 1857), Traditiones possessionesque Wizenburgenses (1842), Die freie Reichsstadt Speier vor ihrer Zerstörung (1843) och Grammatica celtica (två band, 1853; andra utvidgade, av Hermann Ebel utgivna upplagan 1871). Sistnämnda arbete är grundläggande för den keltiska språkvetenskapen, och genom detta skapade han gentemot den starkt florerande ovetenskapliga och dilettantiska keltomanin den vetenskapliga keltologin. Han upptog där och bearbetade huvudsakligen en stor mängd av de keltiska (företrädesvis iriska) glosor, som förekommer i en mängd, ursprungligen i klosterbibliotek förvarade, medeltida handskrifter. I sin andra upplaga utgjorde detta arbete ett grammatiskt verk av den epokgörande art, att knappast något språk eller någon språkgrupp ägde någon motsvarighet därtill.